# Adam Pascal
Adam Pascal (25 de octubre de 1970) es un actor y cantante estadounidense, conocido como nominado al Tony por su actuación de Roger Davis en el reparto original de la obra de teatro de Jonathan Larson: Rent en 1996 y su versión en la película en 2005. También es conocido por el papel de Radames en la obra Aida escrita por Elton John Y Tim Rice. También originalmente por el papel de Emcee en la obra Cabaret.

## Carrera
Adam Pascal nació en el Bronx (New York) el 25 de octubre de 1970 y se crio en Woodbury, Nassau County (New York), con su madre Wendy y su padrastro Mel Seamon. Se crio como judío. Antes de su interés en la música fue entrenador personal. 
A pesar de que comenzó como músico tocando rock en un número de bandas como Mute, que formó con sus compañeros de escuela, Pascal fue atraído por el teatro musical. Una amiga de él, Idina Menzel, le mencionó el musical "Rent"; hizo una audición y fue seleccionado como el guitarrista con VIH Roger Davis. Su potente voz de tenor y su actuación en Rent le valieron una nominación a los premios Tony, un Theater World Award y un Obie Award. Dejó la obra el 2 de noviembre de 1997 pero repitió el personaje de Roger Davis en Londres. El papel ayudó a Pascal a ganar fama en Broadway. 
Estuvo en el reparto del musical de Elton John y Tim Rice, "Aida", como el general egipcio Radamés. También participó en varios espectáculos de caridad, incluidos los de Chess en 2003 (interpretando al estadounidense, Freddy Trumper), en el musical Hair en el año 2004 (cantando "I Got Life"), y en 24 Hour Plays en 2005. 
Regresó a "Aida" en 2004 para cerrar el show como Radamés. 
Junto con el miembro del reparto original de RENT, Anthony Rapp (como Mark Cohen), Pascal regresó a Broadway para interpretar a Roger Davis, del 30 de julio al 7 de octubre de 2007.
En enero del 2009, él y Anthony Rapp repitieron sus roles originales como Roger y Mark en otro tour del musical Rent llamado "Rent: The Broadway Tour" en el que actuaron en muchas ciudades de América del Norte así como paradas en Japón y en Corea del Sur.
Pascal repitió su papel de Frederick Trumper, también conocido como "Freddie, el Americano" en el concierto del musical Chess en Londres en el Royal Albert Hall los días 12 y 13 del mes mayo del 2008. Su coestrella en Rent y Aida, Idina Menzel interpretó el papel de Florence. Ese concierto se grabó y ha sido televisado, primero en la televisión americana y británica el 17 de junio de 2009, y en varias ocasiones en Estados Unidos en las estaciones de PBS como parte de la serie "Great Performaces" y ha sido lanzada en DVD.
Actualmente actúa en la producción de Broadway "Memphis".